# Bahi (Distrikt)
Bahi ist einer der sieben Distrikte der Region Dodoma im Zentrum von Tansania. Der Verwaltungssitz befindet sich in der gleichnamigen Stadt Bahi. Der Distrikt grenzt im Norden an den Distrikt Chemba, im Nordosten und im Süden an den Distrikt Chamwino, im Osten an den Distrikt Dodoma und im Westen an die Region Singida.

## Geographie
Bahi hat eine Fläche von 5948 Quadratkilometer und 322.526 Einwohner (Volkszählung 2022). Der Distrikt liegt auf dem tansanischen Zentralplateau in einer Höhe zwischen 900 und 1200 Meter über dem Meer. Der Großteil des Landes ist flach mit sanften Hügeln, nur der Norden ist mit den bewaldeten Chenene-Bergen etwas höher. Im Westen des Distriktes liegt der abflusslose, salzhaltige Sulunga-See, der auch als Bahi-Sumpf bezeichnet wird. Der größte Fluss ist der Bubu, der nur in der Regenzeit Wasser führt und von Norden in den Bahi-Sumpf mündet.
Das Klima ist halbtrocken mit geringen, unregelmäßigen Niederschlägen von 500 bis 650 Millimeter im Jahr. Sie fallen hauptsächlich in der Zeit von November bis April, oft in heftigen, kurzen Schauern, die zu Überschwemmungen führen. Darauf folgt eine Trockenzeit von April bis November. Die Temperaturen schwanken stark, sie reichen von 18 bis 31 Grad Celsius.

## Geschichte
Der Distrikt wurde im Jahr 2007 gegründet.

## Verwaltungsgliederung
Bahi ist in die vier Divisionen Mundemu, Chipanga, Bahi und Mwitikira gegliedert. Diese bestehen aus 20 Bezirken (Wards, Stand 2012):
- Makanda
- Lamaiti
- Babayu
- Zanka
- Msisi
- Mundemu
- Bahi
- Mpamantwa
- Ibihwa
- Ilindi
- Kigwe
- Chikola
- Chipanga
- Chali
- Nondwa
- Mpalanga
- Ibugule
- Chibelela
- Mwitikira
- Mtitaa

## Bevölkerung
Von der Volkszählung 2012 bis 2022 gab es einen jährlichen Zuwachs von 3,8 Prozent.
| Volkszählung | Einwohner |
| ------------ | --------- |
| 2002         | 178.981   |
| 2012         | 221.645   |
| 2022         | 322.526   |

| Die größte ethnische Gruppe im Distrikt sind die Wagogo, die rund 90 Prozent der Bevölkerung ausmachen. Im Jahr 2012 sprachen rund vierzig Prozent der Über-Fünfjährigen Swahili, drei Prozent Englisch und Swahili. Mehr als die Hälfte waren Analphabeten. - Bildung: Im Distrikt gibt es 71 Vorschulen und 72 Grundschulen. In diesen wurden 33.605 Schüler von 615 Lehrern unterrichtet. Somit kamen 55 Schüler auf einen Lehrer. Für die 3594 Schüler in den 20 weiterführenden Schulen standen 366 Lehrer zur Verfügung. Alle Schulen waren öffentliche Schulen (Stand 2016). | Die zur Anzeige dieser Grafik verwendete Erweiterung wurde dauerhaft deaktiviert. Wir arbeiten aktuell daran, diese und weitere betroffene Grafiken auf ein neues Format umzustellen. (Mehr dazu) |

- Gesundheit: Für die medizinische Versorgung der Bevölkerung stehen drei Gesundheitszentren und 35 Apotheken bereit. Von letzteren werden zwei privat betrieben, 33 sind staatlich. Die nahen Krankenhäuser befinden sich in Dodoma und Mirembe, etwa 70 Kilometer von den meisten Dörfern in Bahi entfernt (Stand 2008).[12]
- Wasser: Im Jahr 2016 hatten 43 Prozent der Bevölkerung Zugang zu sicherem und sauberem Wasser.[13]

| Die wirtschaftlichen Tätigkeiten in Bahi umfassen Landwirtschaft und etwas Bergbau, Gewerbe und Forstwirtschaft. - Landwirtschaft: Die Landwirtschaft trägt wesentlich zur wirtschaftlichen Entwicklung des Distriktes bei. Sie versorgt die Bauern nicht nur mit Grundnahrungsmitteln, sondern liefert ihnen auch ein Einkommen und ist außerdem eine wichtige Einnahmequelle der Distriktverwaltung. Die wichtigsten Anbauprodukte sind die Nahrungsmittel Sorghum, Hirse, Süßkartoffeln, Maniok, Mais, Reis, Hülsenfrüchte und Erbsen. Wegen des sumpfigen Geländes ist Bahi ein bekannter Reislieferant der Region. Für den Verkauf werden auch Sonnenblumen und Nüsse angebaut. Von den 50.000 Haushalten hielt fast die Hälfte Nutztiere. Am häufigsten gehalten wurden Rinder und Geflügel. - Bergbau: In kleinem Umfang werden Salz, Phosphate und Gold abgebaut. Auch Uran wurde in Bahi gefunden. Die Bevölkerung ist gegen den Abbau, da sie den Verlust ihrer Agrarflächen befürchtet. - Forstwirtschaft: Im Distrikt gibt es fast 3000 Hektar Wald. Die Nutzung erfolgt überwiegend zu Heizzwecken mit Holzkohle und Brennholz, aber auch Bauholz wird erzeugt. Das Bevölkerungswachstum erhöh die Holzkohleproduktion und die Nachfrage nach Brennholz, sodass die Entwaldung des Gebietes beschleunigt wird. - Eisenbahn: Die Tanganjikabahn von Daressalam im Osten bis Kigoma am Tanganjikasee im Westen verläuft durch Bahi. Die Bahnlinie wird in fünf Bauphasen auf eine Normalspurbahn umgebaut, wobei die Phase 3 den Bereich von Makutopora nach Tabora umfasst. - Straßen: Die wichtigste Straßenverbindung im Distrikt ist die Nationalstraße T3, die von Dodoma im Osten durch die Stadt Bahi nach Westen bis Burundi und Ruanda führt. Daneben gibt es rund 700 Kilometer Regionalstraßen, die vom Distrikt erhalten werden (Stand 2016). | Die zur Anzeige dieser Grafik verwendete Erweiterung wurde dauerhaft deaktiviert. Wir arbeiten aktuell daran, diese und weitere betroffene Grafiken auf ein neues Format umzustellen. (Mehr dazu) |

## Politik
Im Distrikt wird ein Distriktrat (District council) alle 5 Jahre gewählt. In diesem sind sieben politische Parteien vertreten, die größten sind CCM und CHADEMA. Vorsitzender ist seit 2015 Danford Yared Chisomi (Stand 2020).[veraltet]

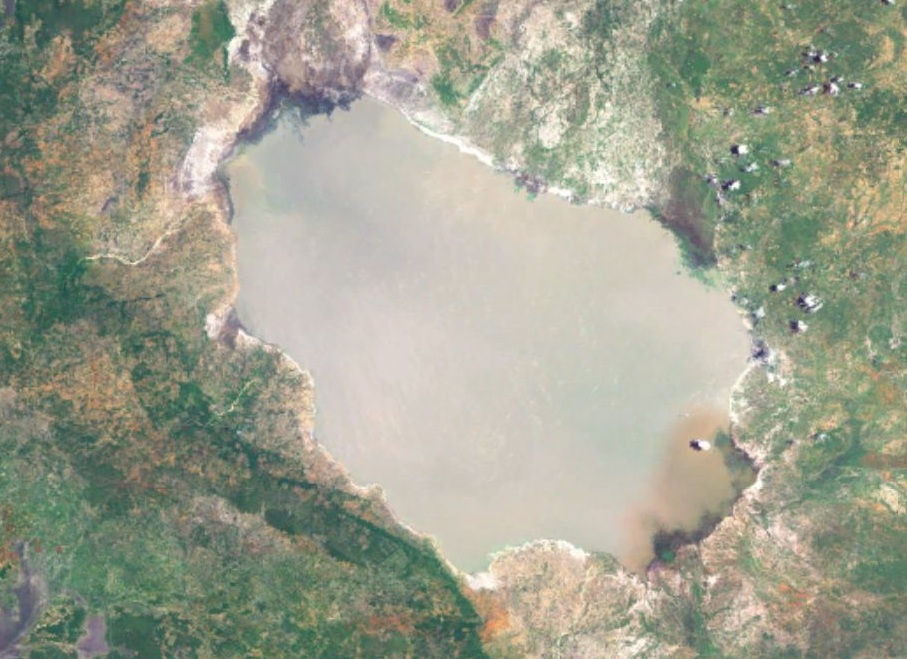
Der Sulungasee (Bahi-Sumpf) aus dem All.

## Sonstiges
- Bahi-Sumpf: Dieses 125.000 Hektar große Feuchtgebiet mit dem alkalischen See ist ein wichtiger Brutplatz für Vögel und Fische.[26][27]
- Frauen in Bahi: Der Transport von Holz und Wasser für den täglichen Bedarf wird zu rund drei Vierteln von Frauen zu Fuß, auf dem Kopf tragend, durchgeführt. Nur fünf Prozent aller ländlichen Transporte erfolgen motorisiert.[28]